# Side-by-side

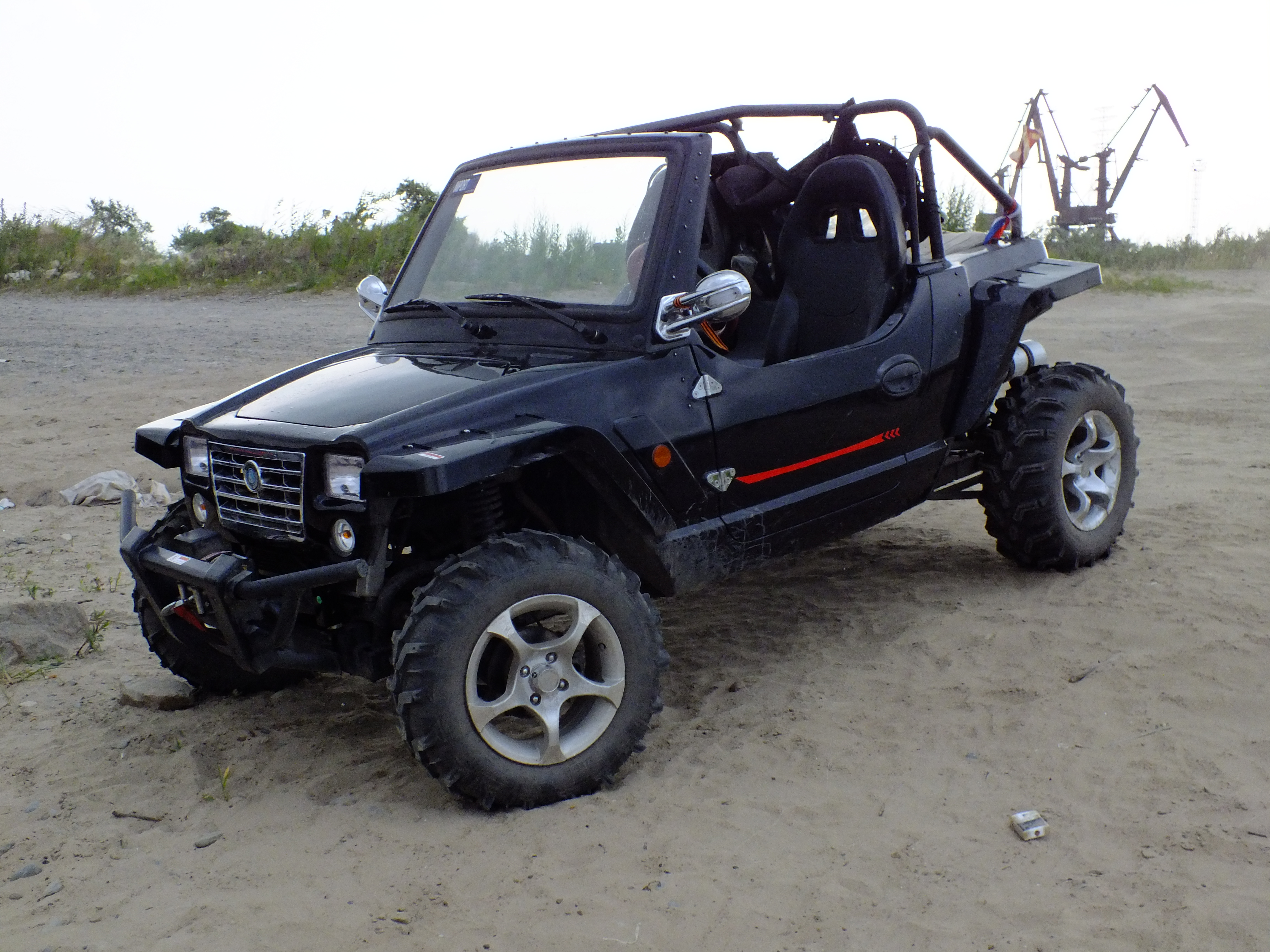
Мотовездеход класса Side-by-side

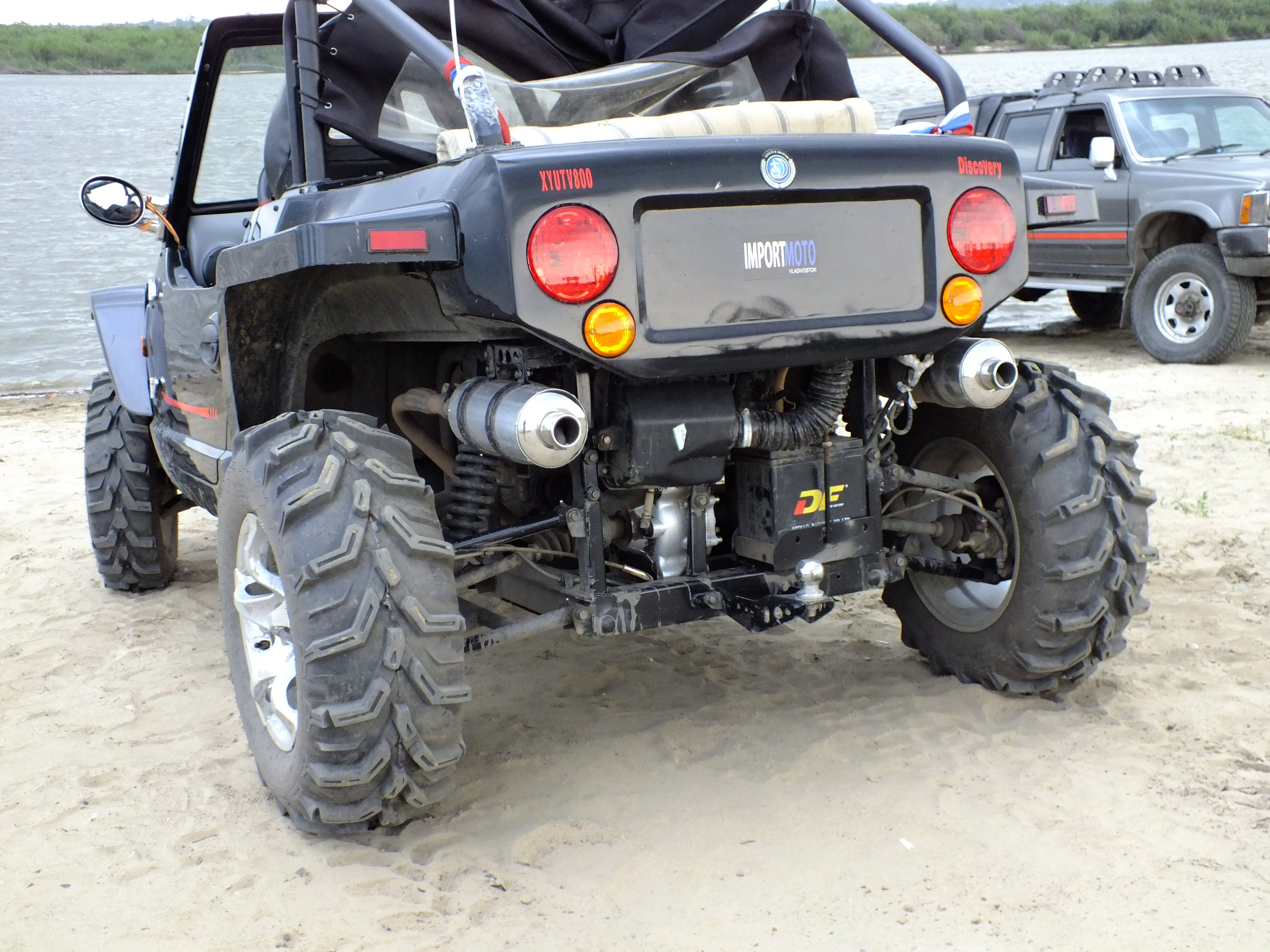
Задний мост и задняя подвеска

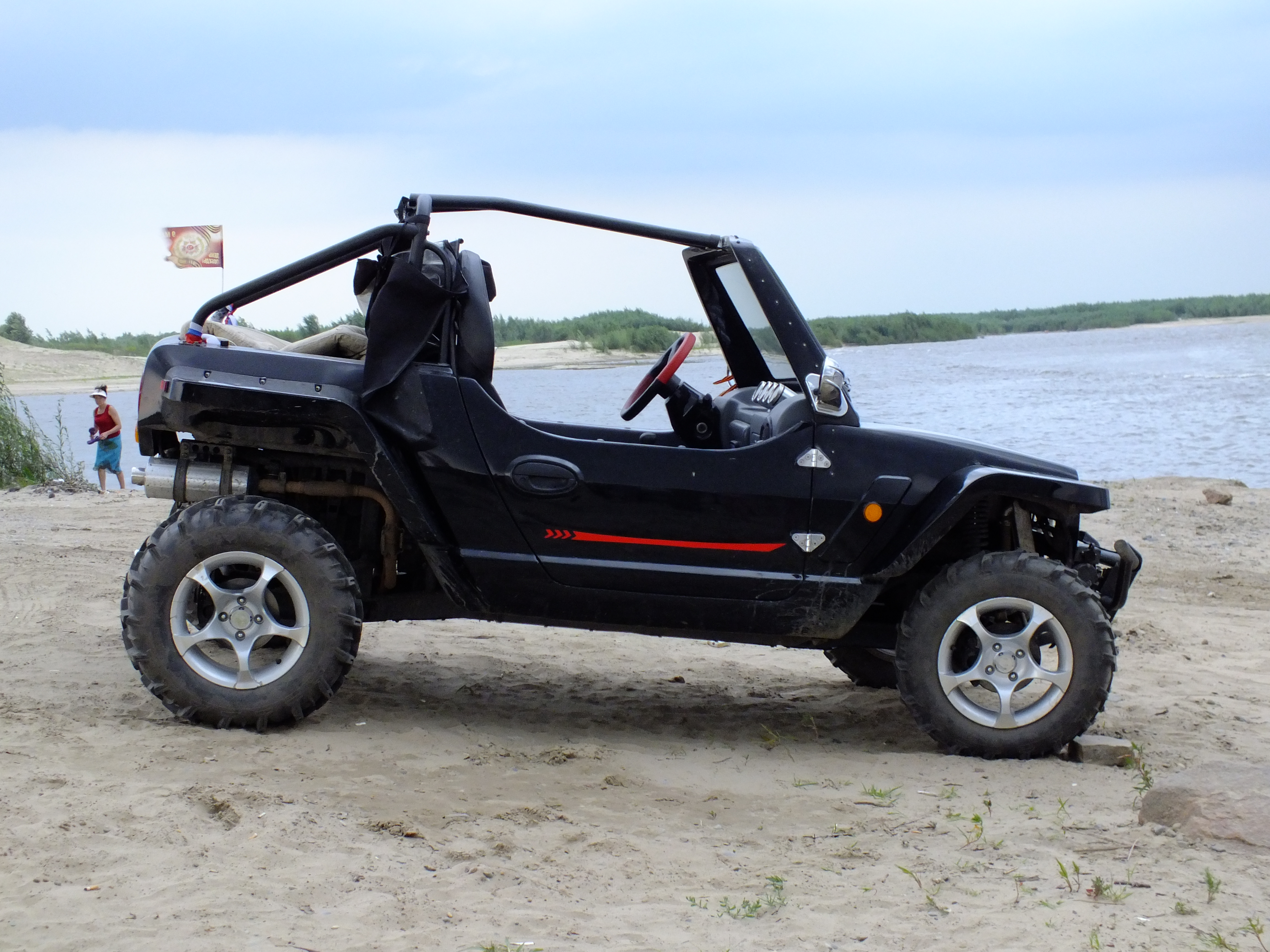
Вид сбоку

Мотовездеходы «Side-by-side» — класс внедорожных транспортных средств, представляющих собой квадроциклы с рулевым управлением автомобильного типа и с рядным (бок-о-бок, англ. Side-by-side) расположением водительского и пассажирского кресла. Мотовездеходы «Side-by-side» также называют UTV (Utility Task Vehicle, Транспорт для хозяйственных нужд) или ROV (Recreational Off highway Vehicle, Транспорт для внедорожного отдыха).
Мотовездеходы «Side-by-side» имеют полный привод (4WD).
Количество ведущих осей, как правило, две. Некоторые модели могут иметь подкатной третий неведущий мост или выпускаются в трёхосном полноприводном варианте.
Количество пассажирских мест (включая водителя) — два, четыре, реже шесть. Сзади мотовездеходы могут иметь грузовую платформу.
Двигатель мотовездеходов «Side-by-side» — бензиновый, трансмиссия бесступенчатая, как правило с клиноременным вариатором. UTV марки Honda оснащаются автоматической трансмиссией автомобильного типа.

## Безопасность
Мотовездеходы «Side-by-side» в стандартном исполнении оборудуются дугами и ремнями безопасности. На многие модели также устанавливаются жёсткие крыши, боковые утеплители и лобовые стёкла, нередко со стеклоочистителями.

## Военное применение
Российские войска на Украине для перемещения пехоты по полю боя используют легкие внедорожники китайского производства Desertcross 1000-3. Машина вмещает до четырех человек, включая водителя и способна быстро перемещаться по пересеченной местности. Кроме высокой скорости, легкие внедорожники менее подвержены опасности подрыва на противотанковых минных полях.